# Konklave 1534
Das Konklave von 1534 (11.–13. Oktober) wurde nach dem Tod von Papst Clemens VII. einberufen und wählte bereits im ersten Wahlgang Alessandro Farnese zu seinem Nachfolger. Er nahm den Papstnamen Paul III. an.

## Fraktionen
Das Kardinalskollegium teilte sich in drei Fraktionen auf:
- die italienische Fraktion bestehend aus zehn Kardinälen Cardinals (Pucci, Salviati, Ridolfi, Medici, Cibo, Spinola, Grimaldi, Cupis, Cesi und Doria) unter der Führung von Ippolito de’ Medici, dem Kardinalnepoten Clemens‘ VII.
- die französische Fraktion, bestehend aus sechs französischen und fünf italienischen (Trivulzio, Sanseverino, Pisani, Gaddi und Palmieri) Kardinälen unter der Führung von Jean de Lorraine und François de Tournon
- die kaiserliche Fraktion, bestehend aus sieben italienischen (Piccolomini, Cesarini, Vincenzo Carafa, Ercole Gonzaga, Campeggio, Grimani and Accolti), zwei spanischen und zwei deutschen Kardinälen
- Die Kardinäle Farnese, Ferreri und Cornaro galten als neutral

## Kandidaten
Obwohl mehrere Kardinäle als wählbar betrachtet wurden, wurde allgemein angenommen, dass Kardinal Alessandro Farnese, Dekan des Heiligen Kollegiums, die besten Aussichten für die Wahl hatte. Er hatte bereits die offizielle Unterstützung des Königs Franz I. von Frankreich und des Kardinals Medici, dem Anführer der italienischen Fraktion, der auf diese Weise den Willen seines Onkels Clemens VII. anerkannte, aber auch die der kaiserlichen Fraktion, da er als neutral galt. Kaiser Karl V. machte dieses Mal sein völliges Desinteresse am Ergebnis der Papstwahl deutlich, da die letzten beiden Päpste, Clemens VII. und Hadrian VI., denen er zur Tiara verholfen hatte, seine Erwartungen nicht erfüllt hatten. Die großen Vorteile des Kardinaldekans waren sein relativ fortgeschrittenes Alter (66 Jahre) und sein schlechter Gesundheitszustand. Es wurde angenommen, dass sein Pontifikat sehr kurz sein werde, so dass sogar jene Kardinäle, die selbst päpstliche Ambitionen hatten (z. B. Agostino Trivulzio), geneigt waren, für ihn zu stimmen, in der Hoffnung auf das nächste Konklave in naher Zukunft.

## Die Wahl Pauls III.
Das Konklave begann am 11. Oktober, der erste Wahlgang fand jedoch erst am Folgetag statt. Jean de Lorraine schlug im Namen des Königs von Frankreich offiziell die Kandidatur von Farnese vor, und diese Initiative erhielt sofort die Unterstützung von Trivulzio, dem Anführer der pro-französischen Italiener, und von Medici, dem Anführer der italienischen Partei. Die Zustimmung der kaiserlichen Partei wurde ebenfalls schnell erreicht, und bereits an diesem am Abend war klar, dass Alessandro Farnese einstimmig gewählt werden würde. Am Morgen des 13. Oktober fand die Abstimmung statt, die nur eine Formsache war: Farnese erhielt alle Stimmen bis auf seine eigene. Er nahm die Wahl an und wählte Paul III. zu seinem Papstnamen. Am 3. November wurde er von Kardinalprotodiakon Innocenzo Cibo gekrönt.
Entgegen der allgemeinen Erwartung konnte Paul III. sein Amt 15 Jahre lang wahrnehmen; dies wurde das längste Pontifikat im 16. Jahrhundert. Er starb am 10. November 1549 im Alter von 81 Jahren.

## Wahlberechtigte
Papst Clemens VII. starb am 25. September 1534. Zu dieser Zeit gab es 46 Kardinäle, allerdings nahmen nur 35 an der Wahl seines Nachfolgers teil.
1. Alessandro Farnese  – Bischof von Ostia; Kardinaldekan; Bischof von Parma und Bischof von Saint-Pons-de-Thomières
2. Giovanni Piccolomini – Bischof von Porto-Santa Rufina; Subdekan des Kardinalkollegiums
3. Giovanni Domenico De Cupis – Bischof von Sabina; Bischof von Nardò; Administrator von Trani, Macerata und Recanati, Adria und Montepeloso
4. Bonifacio Ferrero – Bischof von Palestrina
5. Lorenzo Campeggi – Bischof von Albano; Administrator von Salisbury, Porenza und Kreta; Kardinalprotektor von England
6. Francesco Cornaro
7. Matthäus Lang von Wellenburg – Erzbischof von Salzburg; Bischof von Cartagena
8. Louis de Bourbon-Vendôme – Bischof von Laon; Administrator von Le Mans
9. Benedetto Accolti – Erzbischof von Ravenna; Administrator von Cremona, Policastro und Bovino; Kardinalprotektor von Spanien
10. Agostino Spinola – Camerlengo; Administrator von Savona
11. Marino Grimani – Administrator von Ceneda, Concordia und Città di Castello
12. Antonio Sanseverino, O.S.Io.Hieros. – Erzbischof von Tarent; Kardinalprotektor des Kapuzinerordens
13. Gianvincenzo Carafa – Administrator von Anglona
14. Andrea Matteo Palmieri – Administrator von Lucera; Camerlengo
15. Francisco de los Ángeles Quiñones – Gouverneur von Veroli und Campagna
16. Ippolito de’ Medici – Erzbischof von Avignon; Administrator von Monreale und Lecce; Legat in Marken
17. François de Tournon – Erzbischof von Bourges
18. Bernhard von Cles – Bischof von Trient[1]
19. Antonio Pucci – Großpönitentiar; Bischof von Pistoia, Bischof von Vannes; Kardinalprotektor von Polen und Portugal
20. Esteban Gabriel Merino – Patriarch von Westindien; Bischof von Jaén
21. Jean Le Veneur – Bischof von Lisieux
22. Philippe de la Chambre, O.S.B.
23. Innocenzo Cibo – Kardinalprotodiakon; Erzbischof von Genua; Administrator von Turin; Legat in Bologna
24. Paolo Emilio Cesi – Administrator von Orte e Civita Castellana; Kardinalprotektor von Savoyen
25. Alessandro Cesarini – Administrator von Pamplona, Gerace und Otranto
26. Giovanni Salviati – Administrator von Santa Severina, Ferrara, Teano und Bitetto
27. Niccolò Ridolfi – Administrator von Vicenza, Imola und Salerno
28. Agostino Trivulzio – Administrator von Toulon und Bayeux; Legat in Marittima e Campagna
29. Francesco Pisani – Bischof von Padua; Administrator von Treviso und Cittànova
30. Jean de Lorraine – Bischof von Metz; Administrator von Narbonne, Reims und Verdun
31. Ercole Gonzaga – Bischof von Mantua; Gouverneur von Tivoli; Kardinalprotektor von Spanien
32. Girolamo Grimaldi – Administrator von Bari, Brugnato und Venafro
33. Girolamo Doria – Administrator von Noli und Tarragona
34. Niccolò Gaddi – Bischof von Fermo; Administrator von Cosenza und Sarlat; Kardinalprotektor von Frankreich[1]
35. Odet de Coligny – Administrator von Toulouse

20 Kardinäle waren von Clemens VII. ernannt worden, 13 von Leo X. Kardinaldiakon Farnese bekam den Kardinalspurpur von Alexander VI., Kardinal Lang von Wellenberg von Julius II.
Elf Kardinäle nahmen nicht am Konklave teil:
1. François Guillaume de Castelnau de Clermont-Lodève – Bischof von Frascati, Erzbischof von Auch; Bischof von Agde; Legat in Avignon
2. Albrecht von Brandenburg – Erzbischof von Mainz; Erzbischof von Magdeburg; Administrator von Halberstadt
3. Eberhard von der Mark – Bischof von Lüttich; Administrator von Valencia
4. Antoine Duprat  – Erzbischof von Sens; Administrator von Albi und Meaux; Kanzler von Frankreich
5. Louis de Gorrevod  – Bischof von Bourg-en-Bresse; Legat in Savoyen
6. García Loaysa, O.P. – Bischof von Sigüenza
7. Íñigo López de Mendoza y Zúñiga – Bischof von Burgos
8. Alfonso Manrique de Lara  – Erzbischof von Sevilla; Großinquisitor von Spanien
9. Juan Pardo de Tavera  – Erzbischof von Toledo
10. Claude de Longwy de Givry – Administrator von Poitiers und Langres
11. Afonso de Portugal – Erzbischof von Lissabon und Évora

Sieben dieser Kardinäle erhielten ihre Ernennungen von Clemens VII., drei von Leo X. und einer von Julius II.